# 애스턴 마틴 뱅퀴시
애스턴 마틴 뱅퀴시(영어: Aston Martin Vanquish)는 영국의 고급 스포츠카 제조업체인 애스턴 마틴에서 2001년부터 2018년까지 생산했던 스포츠카이다.
2012년 애스턴 마틴의 VH 플랫폼을 기반으로 하는 2세대 모델이 출시되었고, 2017년에는 더욱 강력한 엔진과 향상된 공기역학을 갖춘 "뱅퀴시 S"가 출시되었다. 2세대  모델은 2018년에 애스턴 마틴 DBS에 의해 계승되었다.

## 1세대 (2001년~2007년)

### V12 뱅퀴시

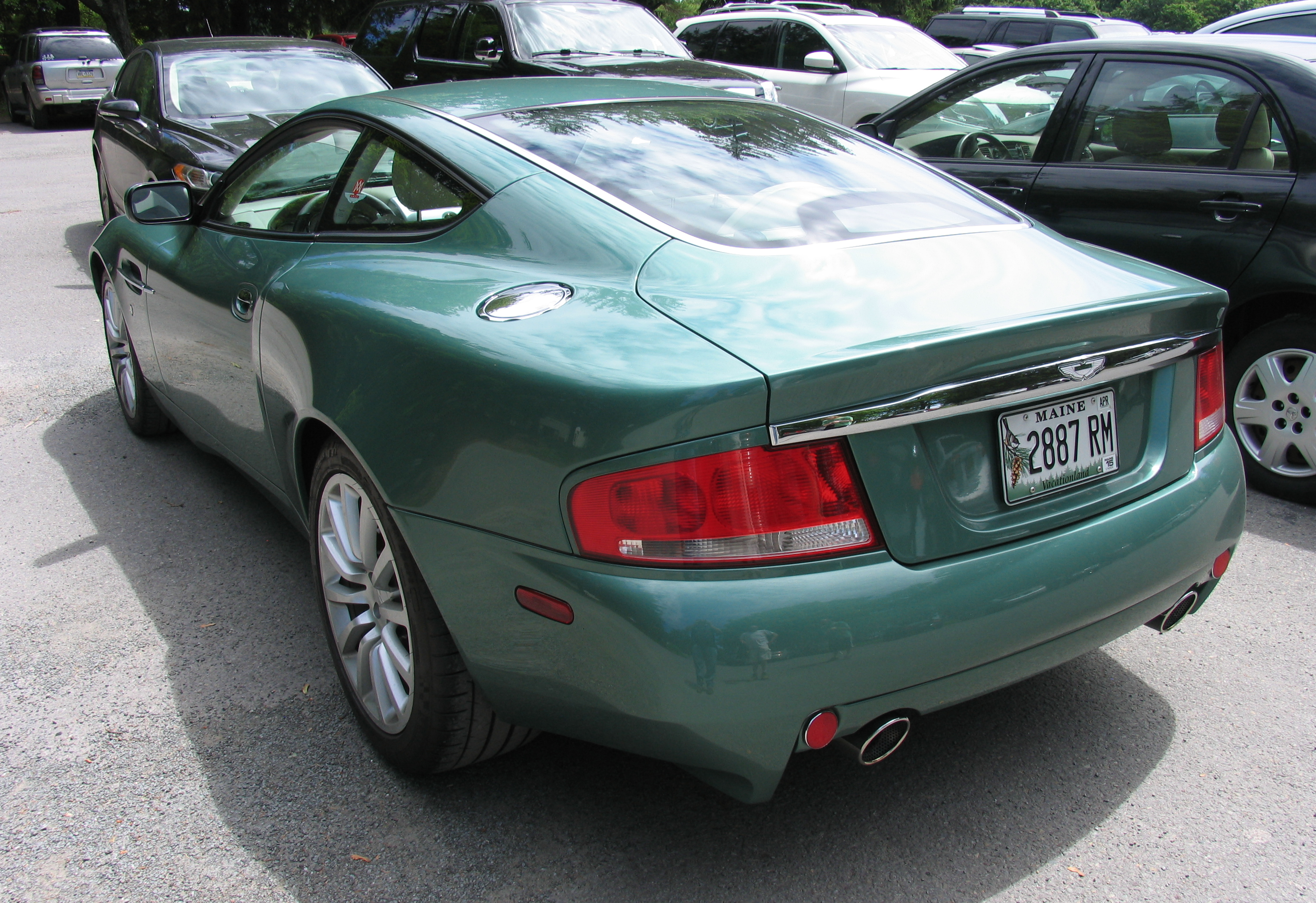
후면부

이안 칼럼이 스타일을 지정했으며 DB4 GT 자가토에서 영감을 받아 칼럼의 DB7 밴티지보다 더 공격적인 존재감을 드러냈다. 양산형은 1998년 1월 북미 국제 오토쇼에서 V12 엔진으로 데뷔한 프로젝트 밴티지 컨셉트와 매우 유사했다. 그 아래 V12 뱅퀴시는 로터스 자동차와 협력하여 개발한 탄소 섬유 백본이 있는 접합 알루미늄 복합 섀시를 특징으로 한다. 진보된 독립 서스펜션과 2년 전에 DB7에서 데뷔한 자연 흡기 5,935 cc (5.9 L; 362.2 cu in) 애스턴 마틴 V12 엔진의 고도로 조정된 버전이다. 2+0 및 2+2 좌석 구성으로 제공되었으며 쿠페 바디 스타일로만 제공되었다.
보어 및 스트로크가 89 mm × 79.5 mm (3.50 in × 3.13 in)인 실린더 V12 엔진당 자연 흡기식 60° DOHC 4 밸브는 6,500rpm 및 400lb에서 466 PS (343 kW; 460 hp)의 출력을 제공한다.드라이브 바이 와이어 스로틀로 제어되며 6단 자동 수동 변속기로 구동된다. 뱅퀴시 모델은 355 mm (14.0 인치) 드릴 및 환기 디스크 브레이크, 4피스톤 캘리퍼, ABS, 전자 브레이크 분배로 데뷔했다. 내부는 완전한 계기판, 첨단 전자 장치, 금속 디테일이 있는 가죽 덮개를 선택했다. 후자는 DB7에서 볼 수 있는 목재 트림에서 의도적으로 이동한 것이다.

### V12 뱅퀴시 S (2004년~2007년)
애스턴 마틴 뱅퀴시 V12 S는 2004년 제네바 모터쇼에서 선보였다.

### 스페셜 에디션 및 원-오프 에디션

#### 뱅퀴시 S 얼티밋 에디션
뱅퀴시의 양산 실행의 끝은 뱅퀴시 S 얼티밋 에디션으로 축하되었다. 애스턴 마틴은 마지막으로 제작된 50대의 자동차에 새로운 '얼티밋 블랙' 외부 색상, 업그레이드된 내부 및 개인화 된 창틀 플라크가 있을 것이라고 발표했다.

### 기술적 사양
| 모델명     | 연식    | 배기량              | 변속기   | 최고출력                         | 최대토크                      | 최고 속도          | 0-60mph(0-97km/h)까지의 가속 시간 |
| ---------- | ------- | ------------------- | -------- | -------------------------------- | ----------------------------- | ------------------ | --------------------------------- |
| 뱅퀴시 V12 | 2001–04 | 5.9 리터 (5,935 cc) | 6단 수동 | 466 PS (343 kW; 460 hp) at 6,500 | 542 N·m (400 lbf·ft) at 5,000 | 306 km/h (190 mph) | 4.5초                             |
| 뱅퀴시 S   | 2004–07 | 5.9 리터 (5,935 cc) | 6단 수동 | 527 PS (388 kW; 520 hp) at 6,500 | 576 N·m (425 lbf·ft) at 5,000 | 322 km/h (200 mph) | 4.6초                             |

### 생산 종료
V12 뱅퀴시의 생산은 49년 동안 운영된 회사의 뉴포트 파그넬 공장 폐쇄와 동시에 2007년 7월 19일에 종료되었다. 오리지널 V12 뱅퀴시 및 V12 뱅퀴시 S에 대한 지속적인 열정에도 불구하고, 손은 그들의 구조의 특성을 뉴포트 파그넬에서 조립된 초기 차량에 상응하는 수준으로 제한된 생산으로 만들었다.

## 2세대 (2012년~2018년)

### 프로젝트 AM310 컨셉트
2세대 "뱅퀴시"(이름의 "V12" 부분은 이 세대의 자동차를 위해 생략됨)는 프로젝트 AM310 컨셉트로 시작하여 2012년 콩코르소 델레간자 빌라 데스테 해안에서 공개되었다. 컨셉트 카는 최신 VH 플랫폼을 기반으로 했으며 내부적으로 프로젝트 VH310으로 알려졌다.친숙한 그릴과 헤드라이트 디자인의 변형된 버전과 보닛의 더 두드러진 돌출부가 포함되었다. One-77에서 영감을 받은 장식이 측면과 후면에 저장되고 측면 통풍구가 거의 도어 핸들까지 연결되어 있다. One-77과 공유되는 새로운 후미등 디자인, 558 PS (410 kW; 550 hp)의 출력을 제공하는 5.9리터 V12 엔진을 탑재하였으며애스턴 마틴은 나중에 컨셉트형이 완전히 새로운 뱅퀴시로 생산될 것이라고 발표했다.

### 뱅퀴시 (2012년~2018년)

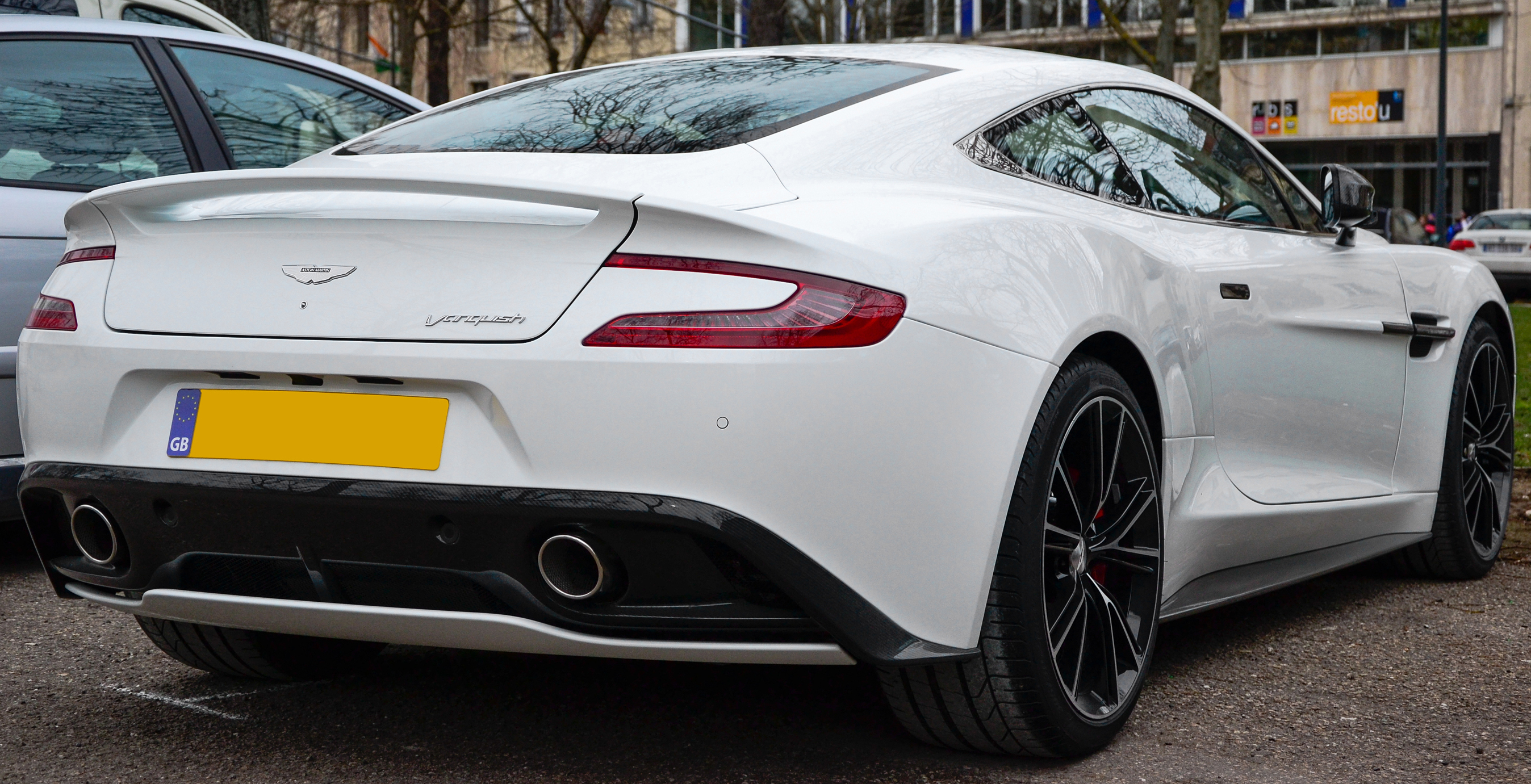
후방

외부 스타일링은 One-77에서 영감을 받은 길쭉한 사이드 스트레이크와 같은 많은 스타일링 단서가 있는 DBS의 진화이다. 트렁크 리드에는 제작이 불가능한 것처럼 보이도록 설계된 통합 리어 스포일러가 포함되어 있다. 당시 애스턴 마틴의 CEO인 울리히 베즈 박사의 명령에 따라 이루어졌다. 탄소 섬유 바디 전체를 보여주는 노출된 탄소 섬유 사이드 스커트를 가지고 있으며 VH Generation III 플랫폼(VH310)을 사용한다. 이 플랫폼은 DBS에서 사용되는 VH Generation II 플랫폼보다 더 가볍고 탄소 섬유 구성 요소를 더 많이 사용한다.

### 뱅퀴시 S (2017년, 2018년)
2016년 11월 16일에 애스턴 마틴은 새로운 뱅퀴시 S 모델을 발표했다. 뱅퀴시 S는603 PS (444 kW; 595 hp)로 출력이 증가된 AM29 V12 엔진과 새로운 공기역학적 패키지를 특징으로 한다. 뱅퀴시 S는 3.5초 만에 0에서 100 km/h (62 mph)까지 가속할 수 있으며 최고 속도는 201 mph (324 km/h)이다.판매는 2016년 12월에 시작되었으며 2017년에 뱅퀴시 볼란테 S도 공개했다.

### 사양
| 모델명                 | 연식           | 엔진                    | 변속기   | 최고출력 & rpm                   | 최대토크                      | 최고 속도          | 기속력: 0–100 km/h (0–62 mph) |
| ---------------------- | -------------- | ----------------------- | -------- | -------------------------------- | ----------------------------- | ------------------ | ----------------------------- |
| 뱅퀴시 쿠페            | 2012년~2014년  | 5.9-litre (5935 cc) V12 | 6단 자동 | 573 PS (421 kW; 565 hp) at 6,750 | 620 N·m (457 lbf·ft) at 5,500 | 295 km/h (183 mph) | 4.1초                         |
| 뱅퀴시 볼란테          | 2013년, 2014년 | 5.9-litre (5935 cc) V12 | 6단 자동 | 573 PS (421 kW; 565 hp) at 6,750 | 620 N·m (457 lbf·ft) at 5,500 | 295 km/h (183 mph) | 4.3초                         |
| 뱅퀴시 쿠페            | 2014년~2018년  | 5.9-litre (5935 cc) V12 | 8단 자동 | 576 PS (424 kW; 568 hp) at 6,650 | 630 N·m (465 lbf·ft) at 5,500 | 324 km/h (201 mph) | 3.6초                         |
| 뱅퀴시 볼란테          | 2014년~2018년  | 5.9-litre (5935 cc) V12 | 8단 자동 | 576 PS (424 kW; 568 hp) at 6,650 | 630 N·m (465 lbf·ft) at 5,500 | 317 km/h (197 mph) | 3.8초                         |
| 뱅퀴시 S 쿠페 & 볼란테 | 2017년, 2018년 | 5.9-litre (5935 cc) V12 | 8단 자동 | 603 PS (444 kW; 595 hp) at 7,000 | 630 N·m (465 lbf·ft) at 5,500 | 324 km/h (201 mph) | 3.5초                         |

### 마케팅
애스턴 마틴의 100주년 기념 행사의 일환으로 뱅퀴시는 2013년 1월 17일 아랍에미리트 두바이에 있는 Burj Al Arab 호텔의 헬리콥터 착륙장으로 공수되었다.

## 컨셉트
2019 애스턴 마틴 뱅퀴시 비전 컨셉트는 2019 제네바 모터쇼에서 처음 공개된 차량으로 보통 2024 애스턴 마틴 뱅퀴시라고 불리며 2024년 양산에 들어간다. 애스턴 마틴 발키리, 애스턴 마틴 발할라와 디자인이 비슷하다.

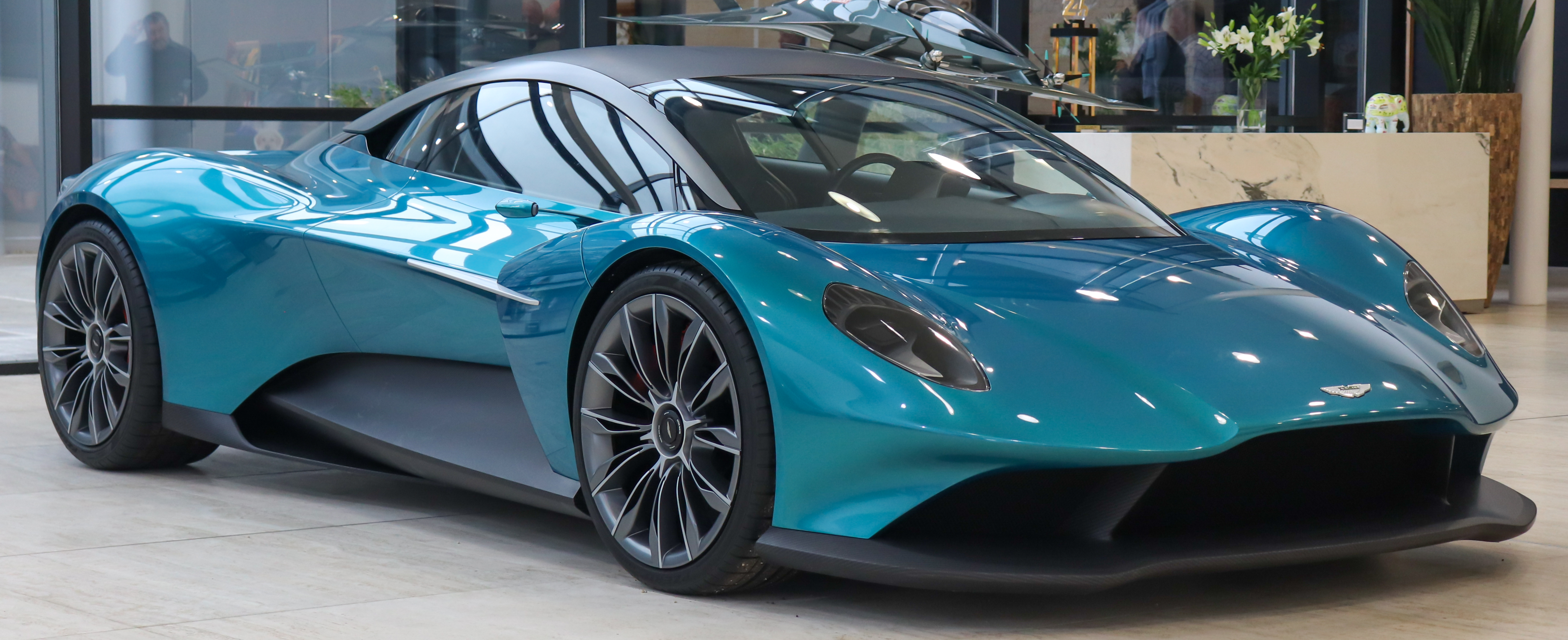